# موتو گوتزی
موتو گوتزی (انگلیسی: Moto Guzzi) شرکت خودروسازی ایتالیایی است، که در سال ۱۹۲۱ توسط کارلو گوتزی تأسیس شد و هم‌اکنون زیرمجموعه‌ای از شرکت پیاجو می‌باشد.